# Le Pirée (métro d'Athènes)
La station de métro du Pirée (en grec moderne : Σταθμός Πειραιά) est une station de correspondance, terminus ouest de la ligne 1 (verte) et une station de passage de la ligne 3 (bleue) du métro d'Athènes. Elle est située sur le port autonome du Pirée à Le Pirée dans l'agglomération d'Athènes en Grèce.
Mise en service en 1869, au temps de la vapeur lors de l'ouverture de la première ligne de chemin de fer du pays. Elle est en correspondance avec la gare du Pirée située en parallèle à environ 100 mètres au nord.

## Situation sur le réseau

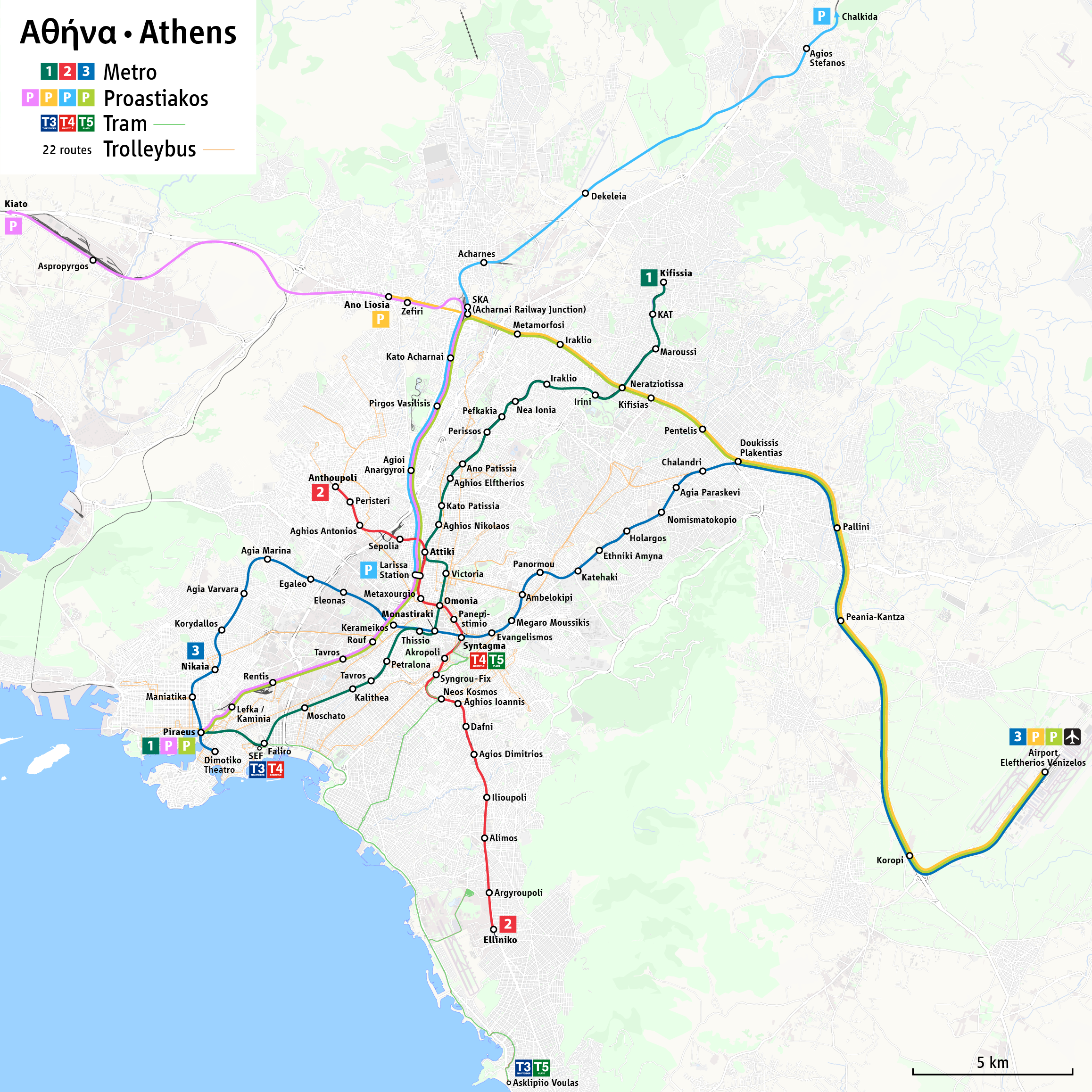
Plan des réseaux (2020)

La station Le Pirée est une station de correspondance composée de deux sous-stations :
- établie en surface, Le Pirée est la station terminus ouest de la ligne 1 du métro d'Athènes, avant la station Fáliro, en direction de la station terminus nord Kifissiá[1]. La station dispose de deux voies en impasse et d'un quai central et deux quais latéraux ;
- établie en souterrain, Le Pirée est une station de passage de la ligne 3 du métro d'Athènes, établie entre la station Dimotikó Théatro, terminus sud-ouest, et la station Maniátika, en direction du terminus est Aéroport[2].

## Histoire
La gare du Pirée est mise en service le 27 février 1869, lors de l'ouverture à l'exploitation de la première ligne de chemin de fer du pays, longue de 8 km entre Le Pirée et Athènes, gare de Thissío. Elle est inaugurée par la reine Olga et le premier ministre Thrasivoúlos Zaïmis. La ligne ne dispose pas de stations intermédiaires et le trajet dure 15 min avec un train tracté par une locomotive à vapeur. La ligne est électrifiée en 1904.
Le bâtiment actuel, d'une taille imposante de style néo-classique, avec une marquise à charpente en fer, est construit de 1926 à 1928, à l'initiative d'Aléxandros Vlagális, le directeur des chemins de fer.

Installations et desserte
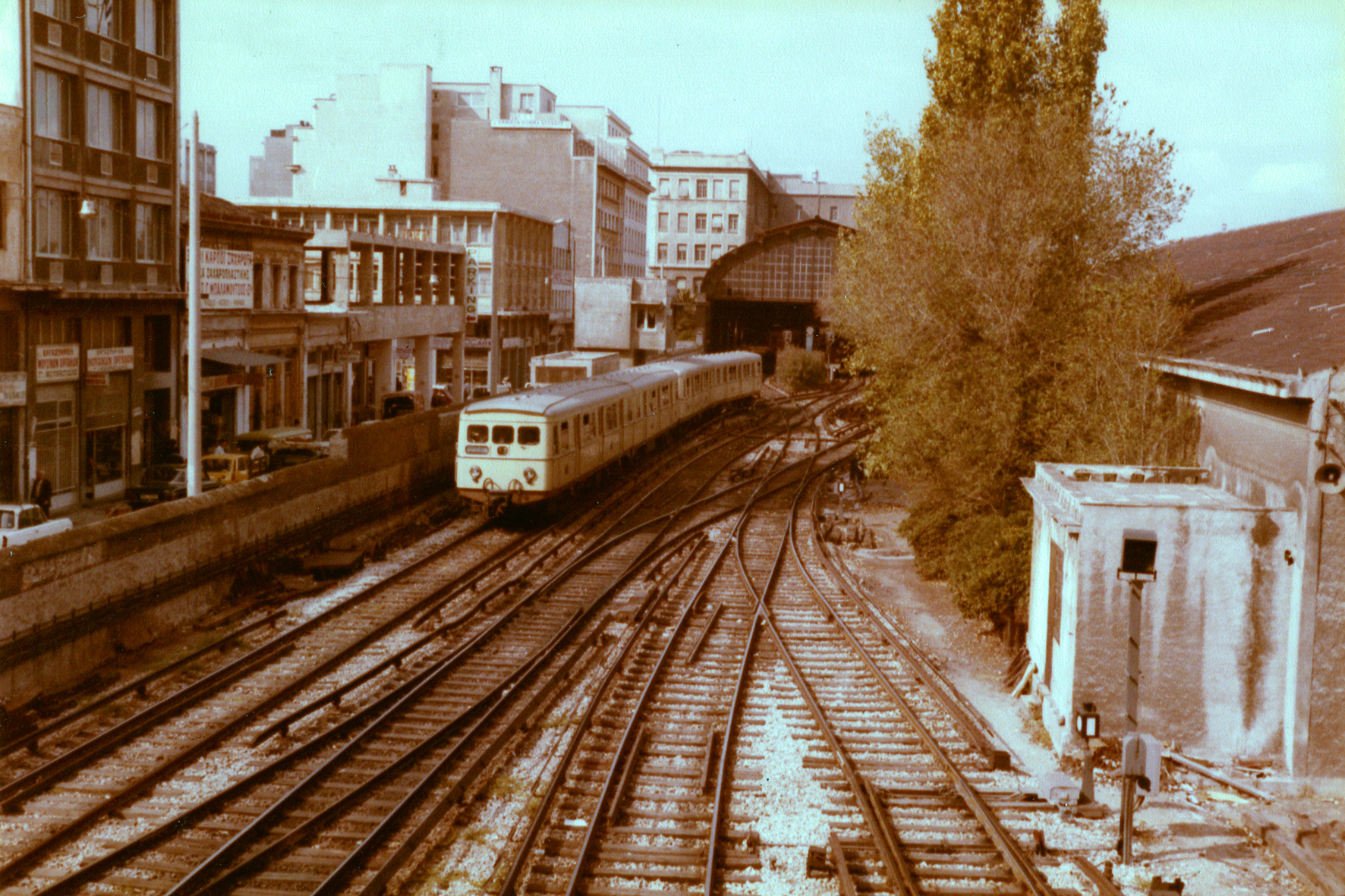
1979.
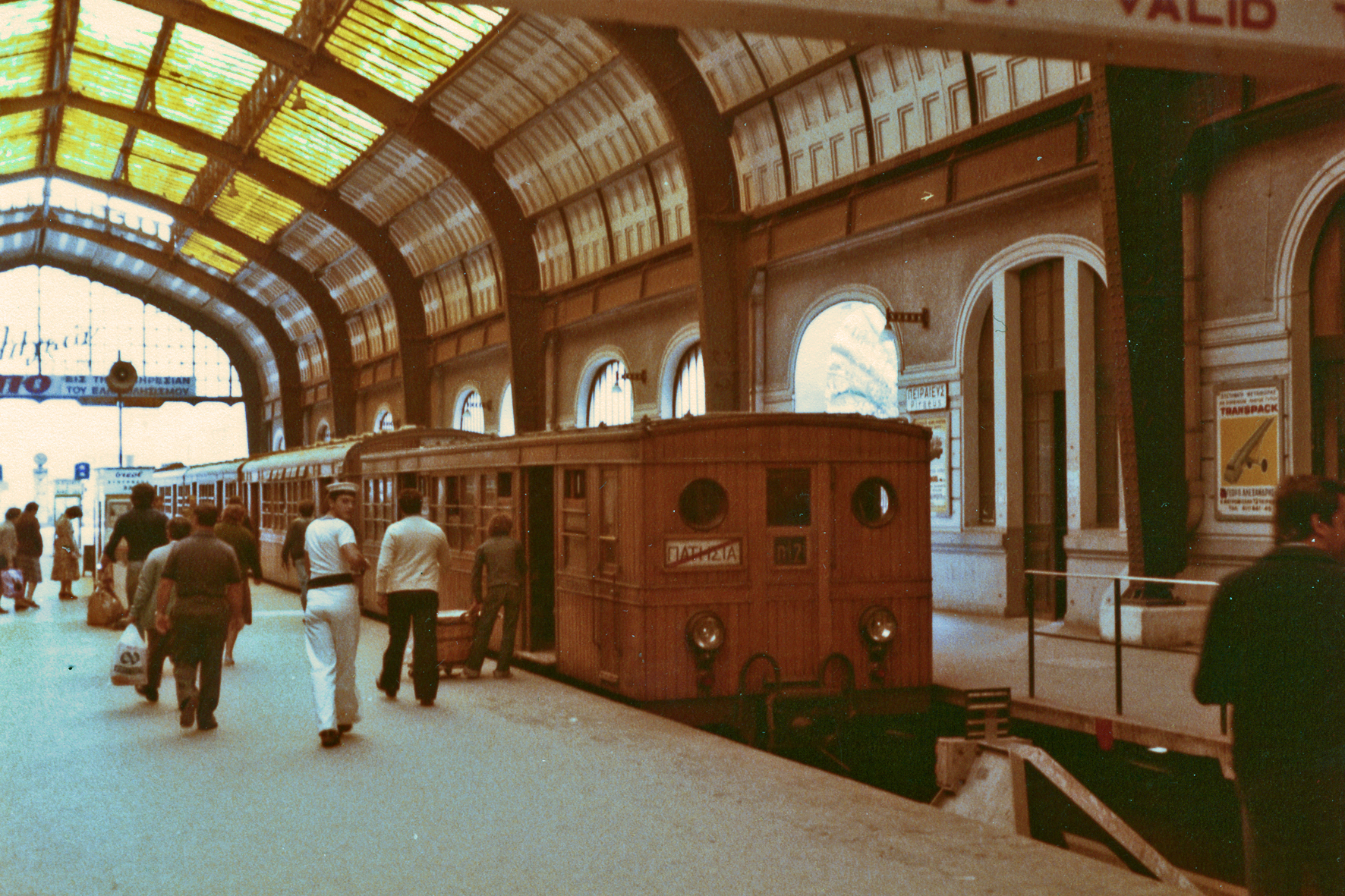
1979.
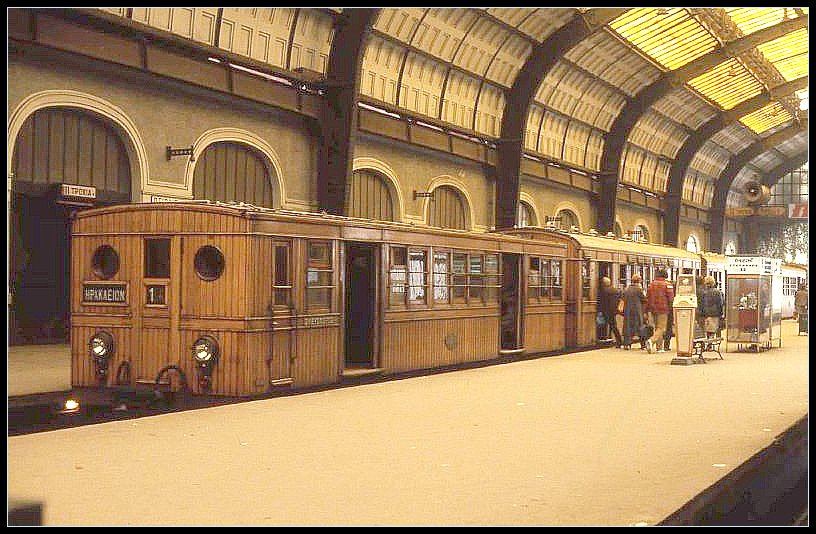
1981.

Après 10 ans de travaux dont cinq années de retards, le 10 octobre 2022, a lieu l'ouverture à l'exploitation du prolongement de la ligne 3 passant par la nouvelle station souterraine du Pirée.

## Services aux voyageurs

### Accès et accueil

Installations
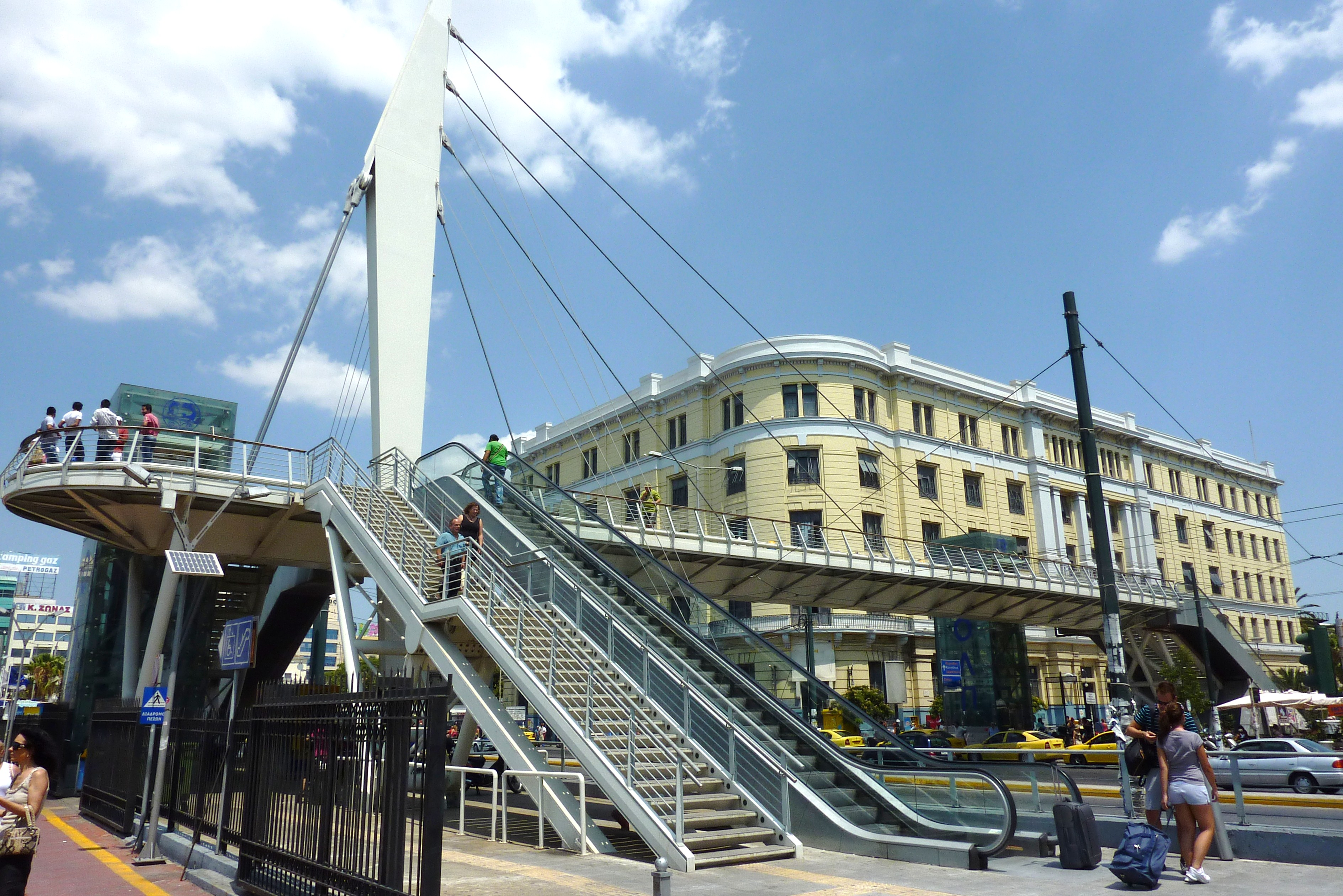
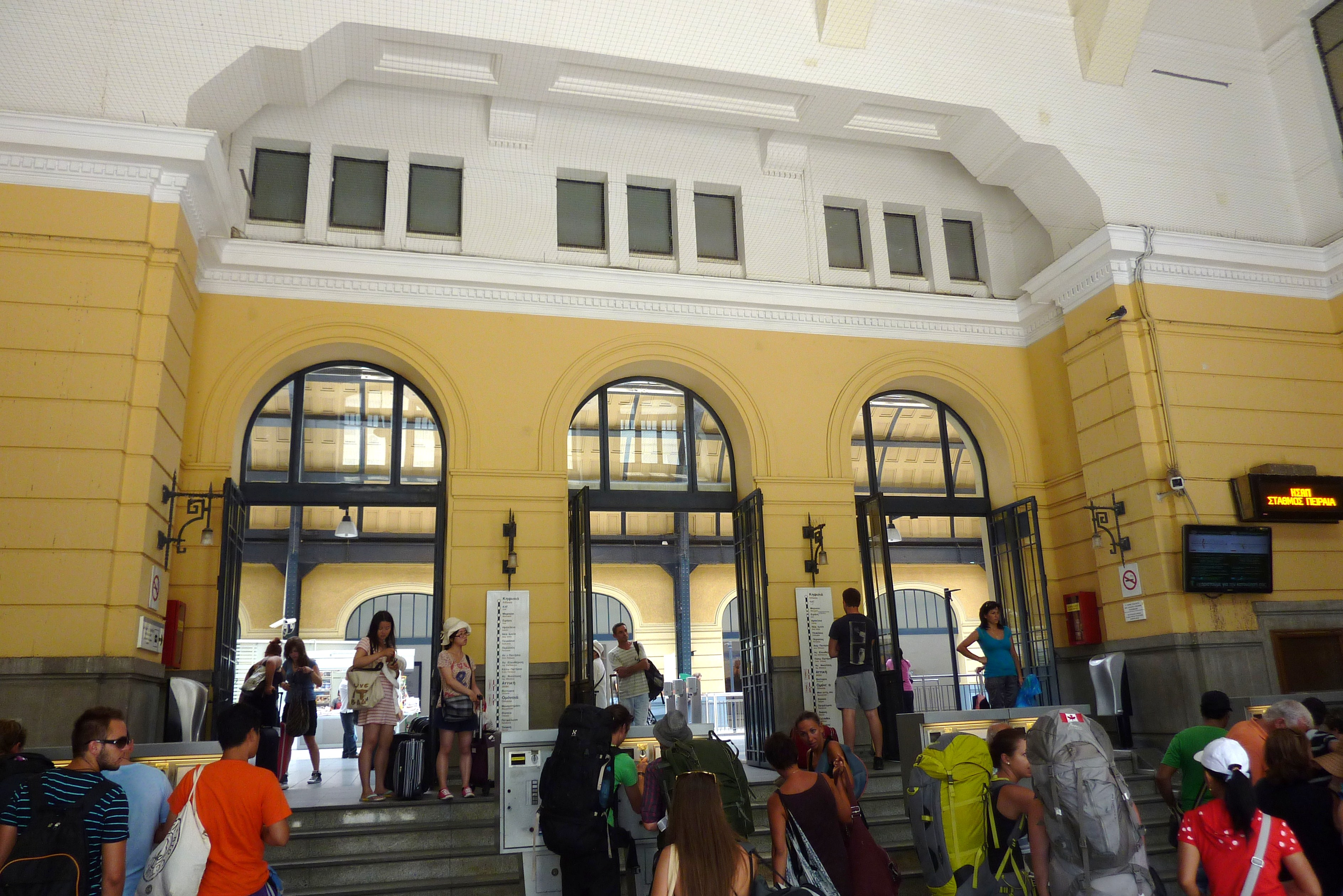
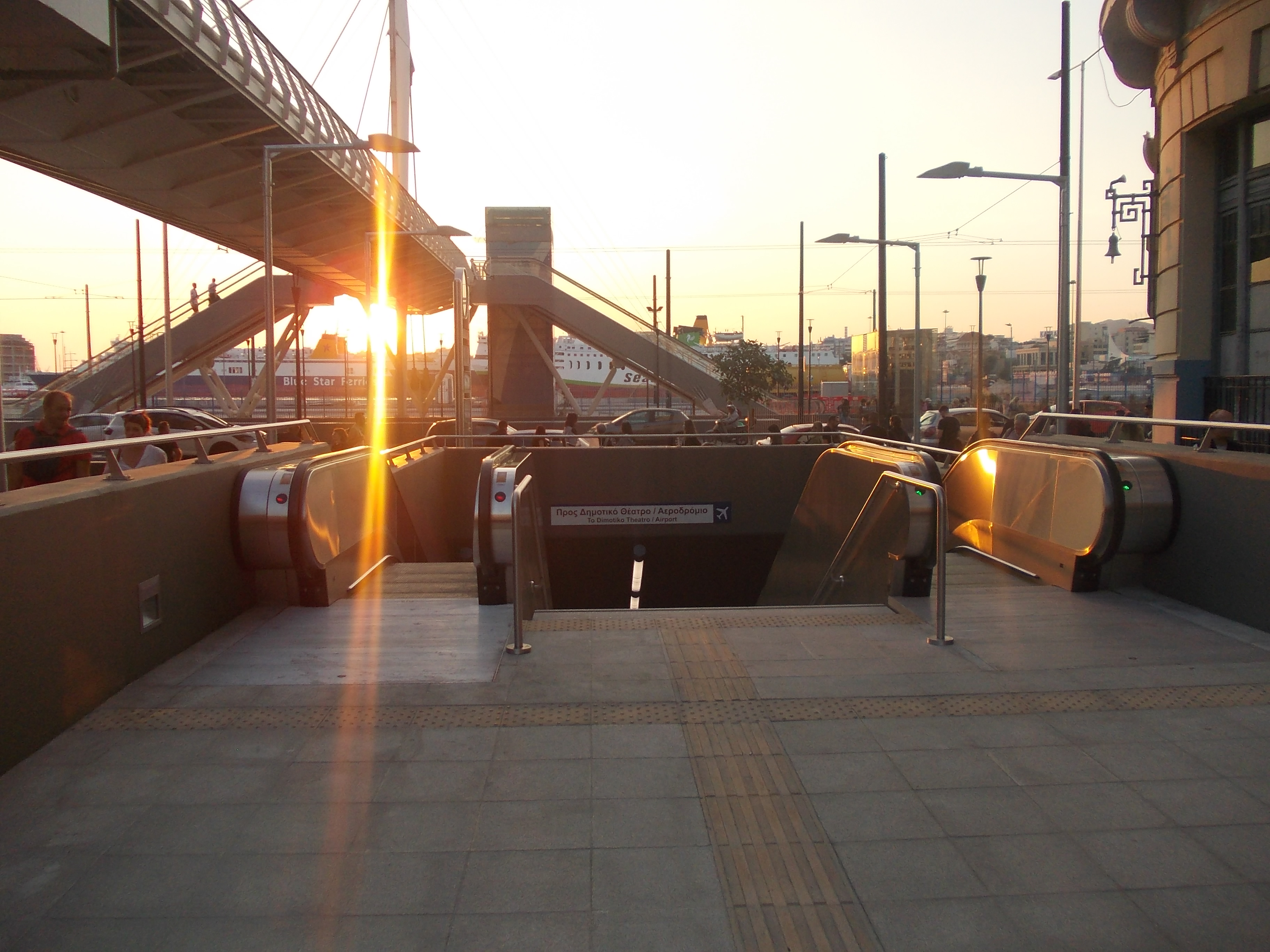

### Desserte

#### Station ligne 1
Le Pirée L1, située en surface, est desservie par les rames qui circulent sur la ligne 1 du métro d'Athènes. Station terminus, les deux lignes sont en impasse.

Installations et desserte
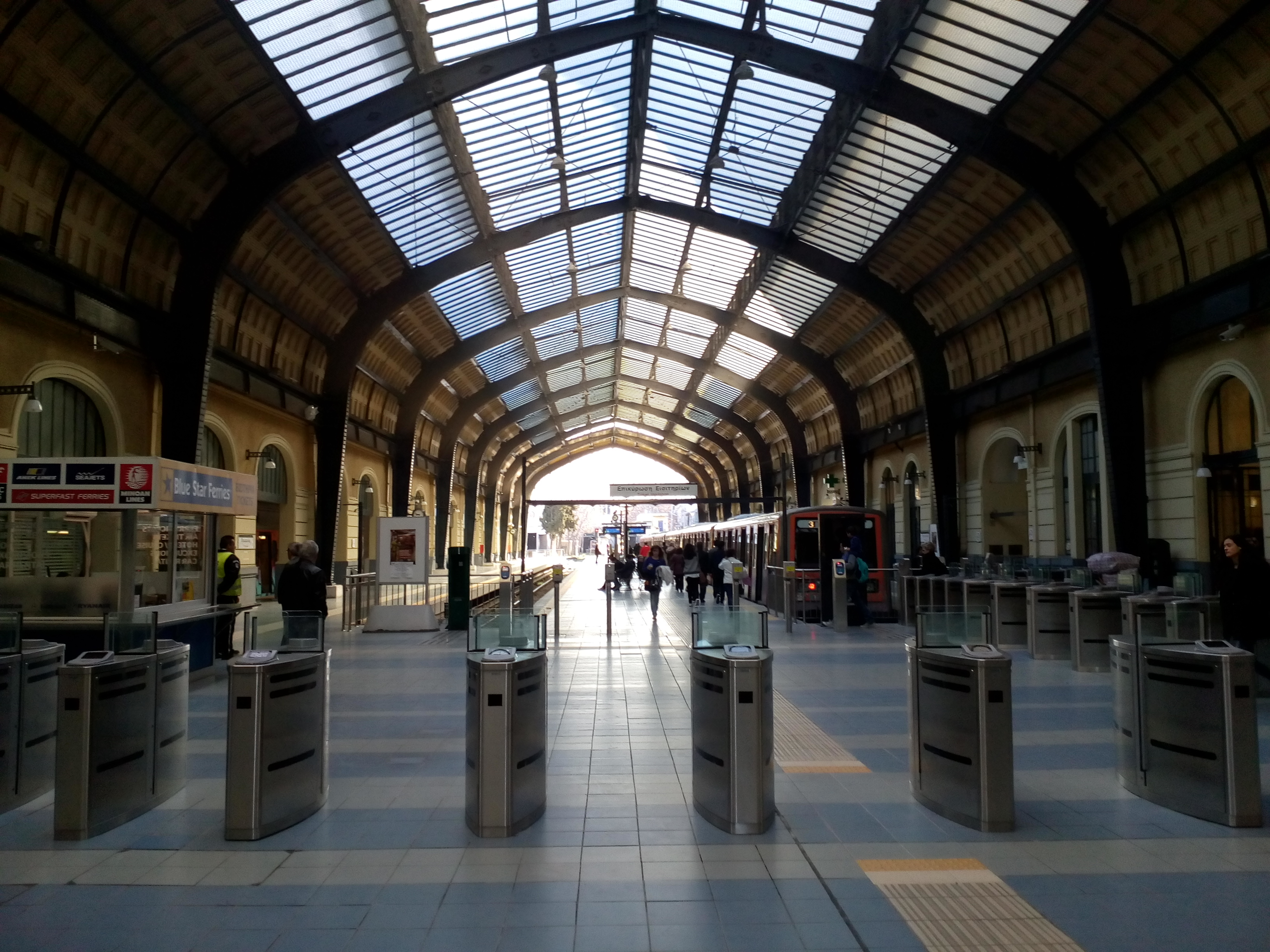
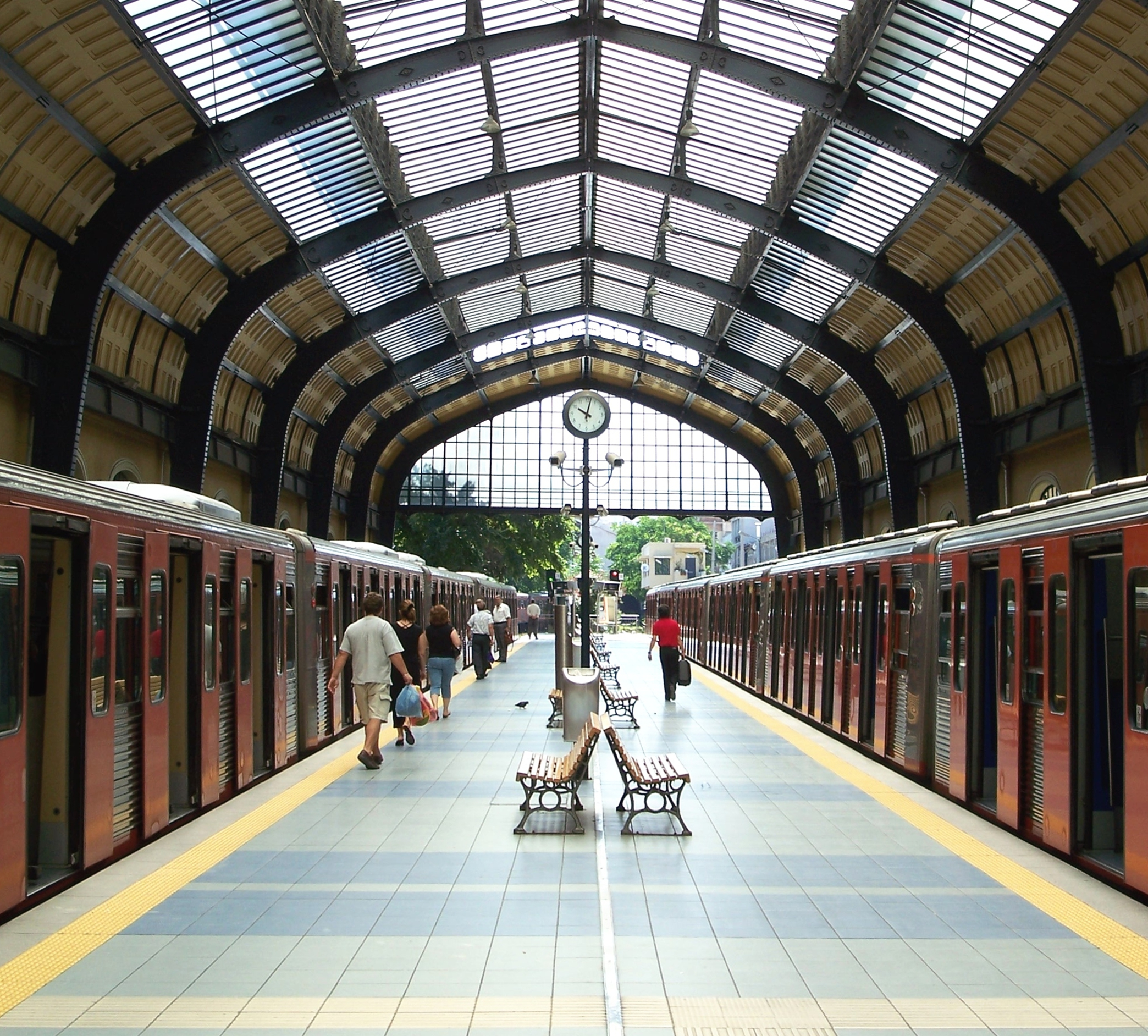
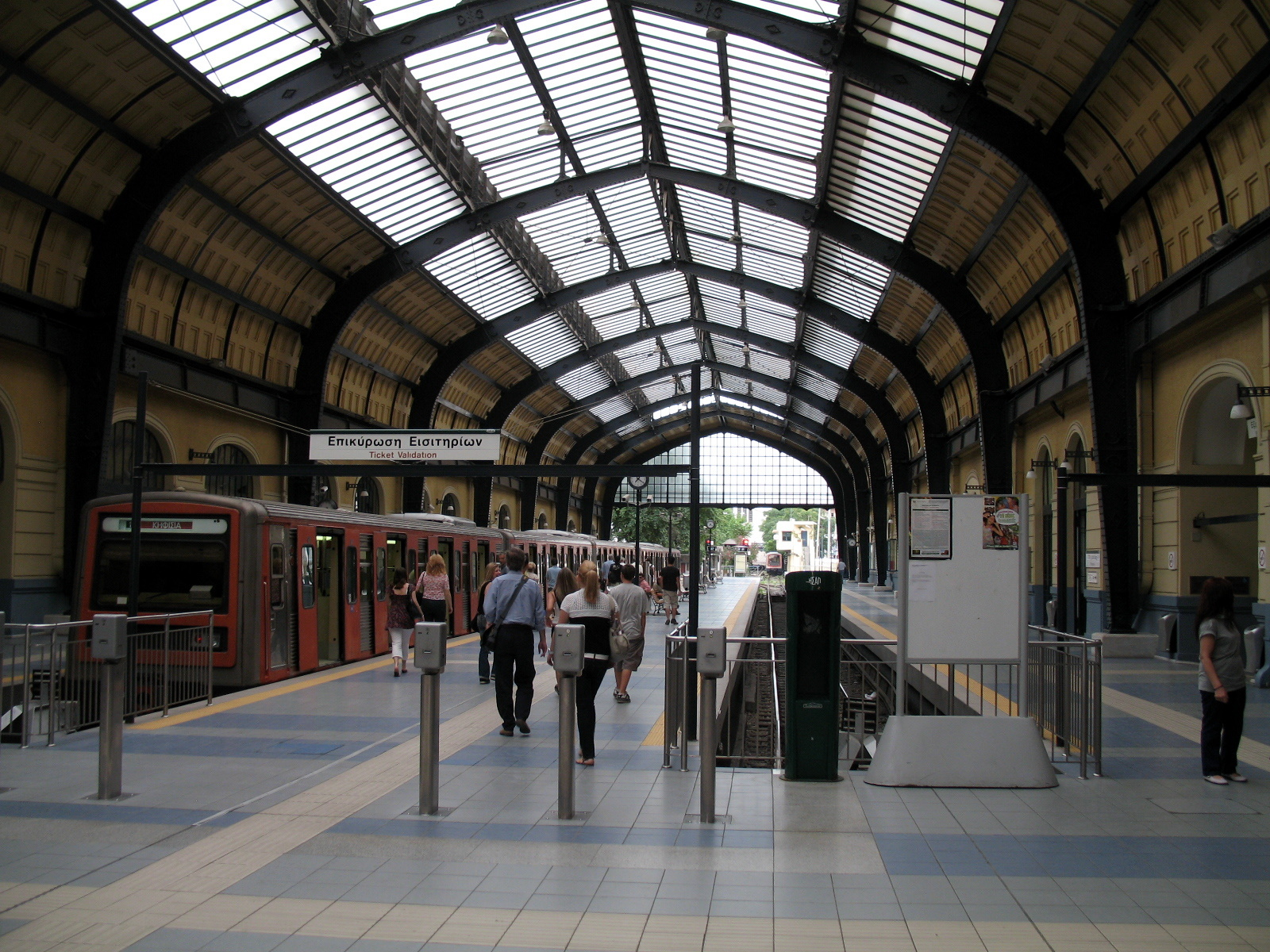

#### Station ligne 3
Le Pirée L3, située en souterrain, est desservie par les rames qui circulent sur la ligne 3 du métro d'Athènes.

Installations et desserte
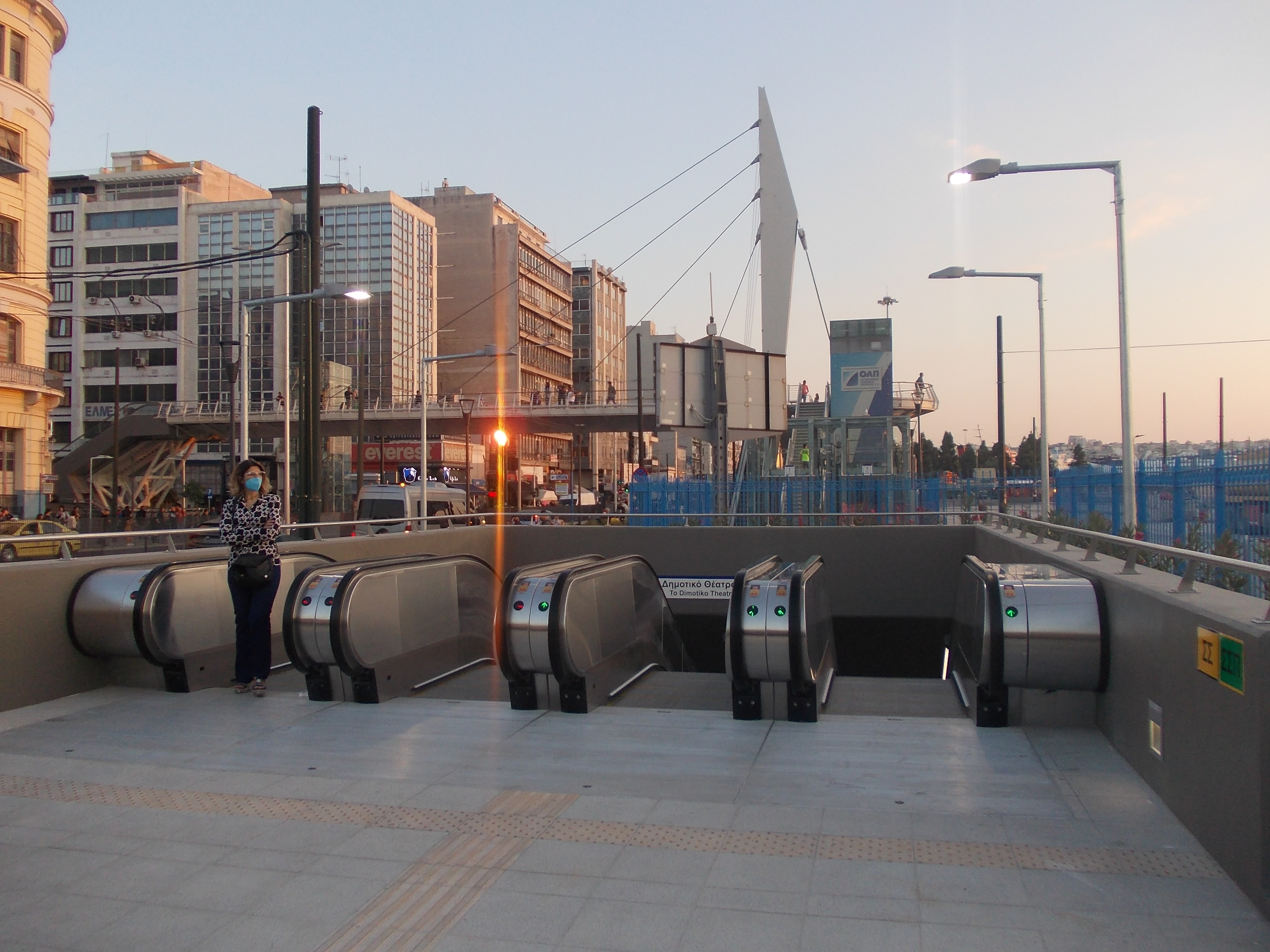
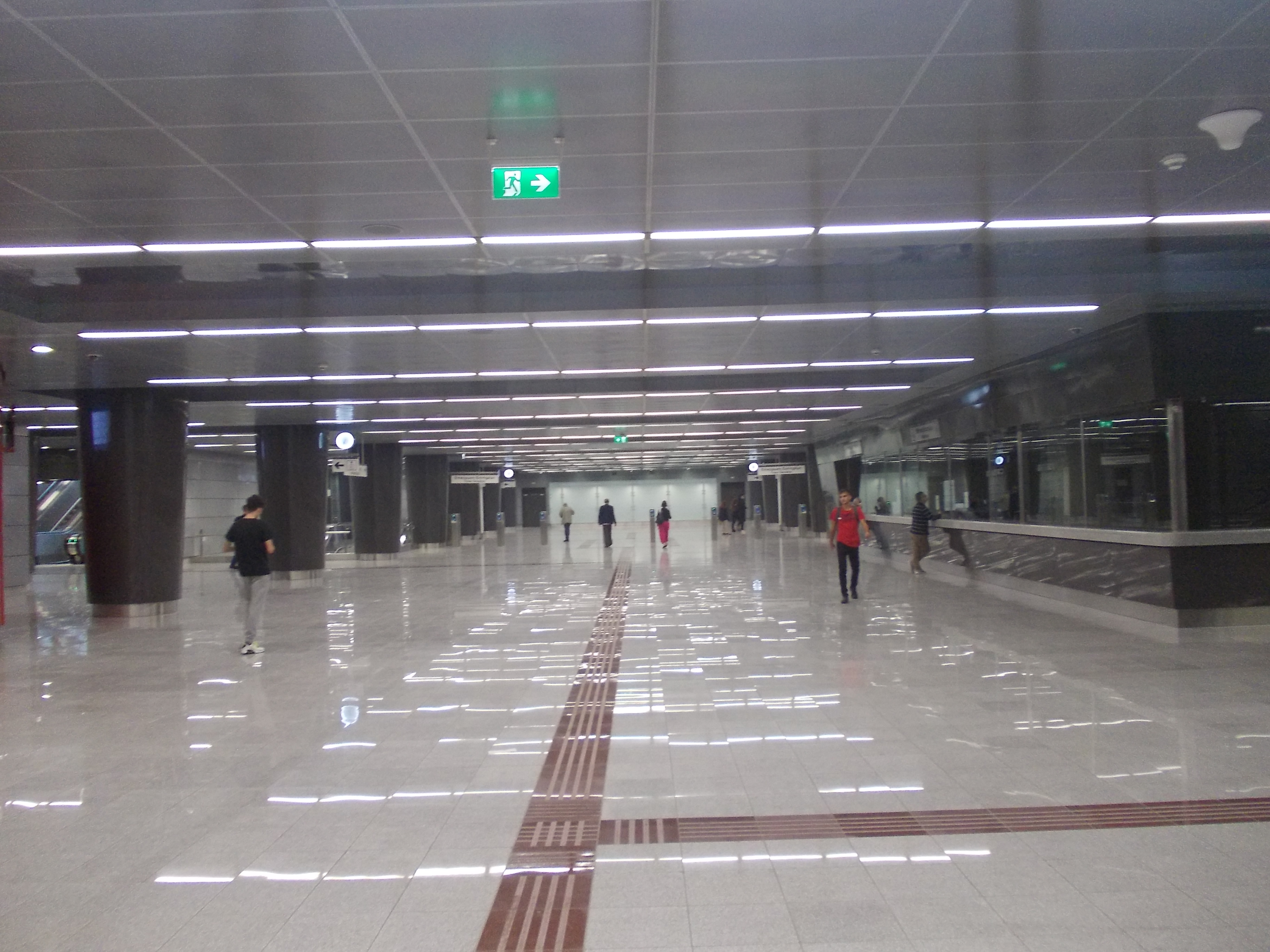
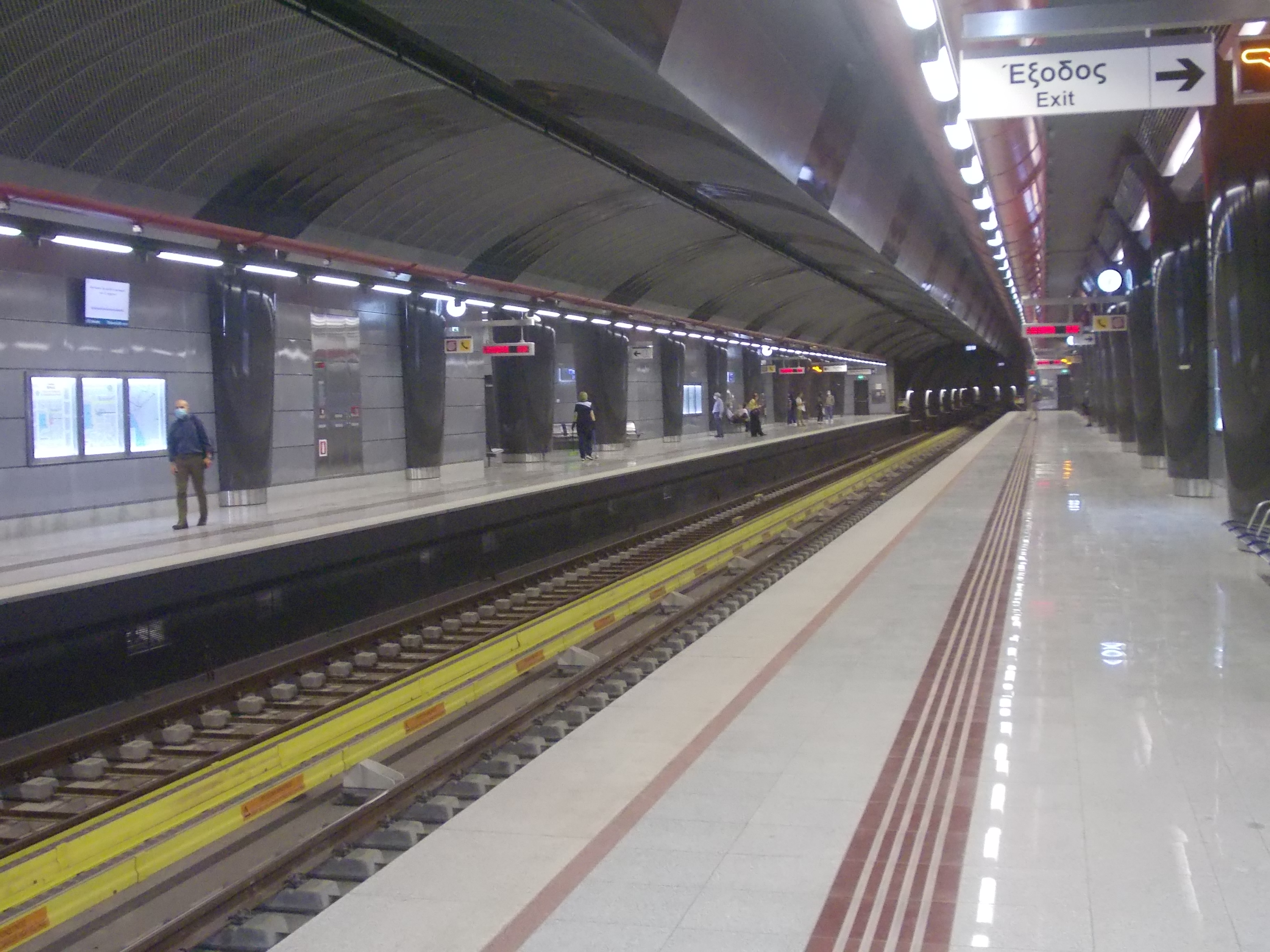

### Intermodalité
Elle est en correspondance avec les trains qui desservent la gare du Pirée dont l'entrée est situé à environ 100 m au nord.

## À proximité
- Musée des chemins de fer électriques du Pirée
- Port autonome du Pirée